# Schlacht bei Warksow
Rathenow – Nauen – Fehrbellin – Wismar – Wolgast 1675 – Wolgast 1676 – Bornholm – Öland – Peenemünder Schanze – Stettin (1677) – Køgebucht – Bergen – Warksow – Rügen (1678) – Stralsund (1678) – Greifswald – Tilsit – Splitter – Telschi – Porta Westfalica
Die Schlacht bei Warksow auf Rügen war eine Schlacht des  Schwedisch-Brandenburgischen Krieges. Sie fand am 8. Januarjul. / 18. Januar 1678greg. statt. Schwedische Kräfte besiegten dabei ein vereinigtes Heer, das zum größten Teil aus Dänen, zum kleineren aus Brandenburgern bestand. Auf dänischer Seite kämpfte auch ein Hessen-Kasseler Hilfskontingent, bestehend aus einem Regiment Infanterie unter Oberst Johann ufm Keller und einem Regiment Kavallerie unter Oberstleutnant Wilhelm von Hornumb.
Die Schweden verfügten in der Schlacht über etwa 3.500 bis 3.800 Mann. Die verbündeten Dänen, Brandenburger und Hessen verfügten über etwa 5.000 bis 5.400 Mann (darunter ein paar hundert Brandenburger und um die 1000 Hessen) und 16 Kanonen.
In der Schlacht fielen 170 Schweden und etwa 4000 der Verbündeten. Nahezu die gesamte verbliebene Streitmacht der Verbündeten, etwa 3600 Mann, geriet nach der Schlacht und in den Folgetagen in Gefangenschaft oder schloss sich unter Zwang den schwedischen Fahnen an.

## Vorgeschichte
1675 ließ sich das Königreich Schweden, eine zur damaligen Zeit anerkannte Kriegsmacht, nach Drängen durch Frankreichs König, Ludwig XIV., auf einen Krieg gegen das im Krieg gegen Frankreich (Holländischer Krieg) befindliche Brandenburg-Preußen ein. Nachdem ein schwedisches Heer in der Schlacht bei Fehrbellin 1675 durch die Brandenburger geschlagen worden war, geriet Schweden im folgenden Kriegsverlauf in die Defensive. So kamen seine Besitzungen in Norddeutschland (Schwedisch-Pommern) durch die Zweierallianz aus Dänemark und Brandenburg-Preußen plötzlich in Gefahr.
1677 wurde die schwedische Flotte in der Schlacht in der Køgebucht (Køgebucht bei Kopenhagen) durch die dänische Flotte unter dem Kommando von Admiral Nils Juel fast vollständig vernichtet. Diese Niederlage bedeutete für das schwedische Rügen, dass es nun von aller Unterstützung aus Schweden abgeschnitten war, da die Dänen die Seeherrschaft über die Ostsee ausübten.
Nach der gewonnenen Seeschlacht beschloss der dänische König Christian V. die Eroberung der Insel Rügen als notwendige Voraussetzung, um die am gegenüberliegenden Festlandufer gelegene Festung Stralsund für die Alliierten zu erobern. Nach internen Absprachen zwischen Brandenburg-Preußen und Dänemark sollte die Insel Rügen nach dem Friedensschluss mit Schweden in dänischen Besitz übergehen.
Am 17. September 1677 landeten dänische und hessische Truppen unter dem Oberbefehl des dänischen Königs an der Ostküste der Insel bei Prorer Wiek. Die etwa 4.200 Mann starke dänische Streitmacht traf allerdings auf keinen Widerstand, da der schwedische General Otto Wilhelm von Königsmarck eine dänische Invasion zu diesem Zeitpunkt nicht vermutete und seine Truppen deshalb zum größten Teil in die belagerte Stadt Stralsund verlegt hatte.
So konnten sich die Dänen unbehelligt auf der vor Ort befindlichen bewaldeten Hügelkette verschanzen. Nachdem die Dänen im Oktober weitere Unterstützung durch das Brandenburgische Reiterregiment von Oberst Wilhelm Friedrich von Hülsen (2110 Reiter) erhalten hatten, gingen sie gegen die in der Zwischenzeit nach Rügen übergesetzten schwedischen Truppen, die bei Bergen Stellung genommen hatten, vor. Die Schweden wurden im darauffolgenden Gefecht bei Bergen geschlagen und zogen sich nach Altefähr und in die Prosnitzer Schanze (Neufährschanze) zurück. Bald darauf mussten die Schweden unter Königsmarck auch Altefähr räumen und alle Truppen nach Stralsund zurückführen. Lediglich die Prosnitzer Schanze verblieb in den Händen der Schweden.
Aufgrund der andauernden Plünderungen und Verheerungen der schwedischen, dänischen und brandenburgischen Truppen war die Insel in der Zwischenzeit völlig ausgeplündert, so dass die stationierten Truppen nicht mehr versorgt werden konnten. Der dänische König kehrte am 21. Oktober nach Dänemark zurück. Ein Teil der brandenburgischen Truppen wurde von der Insel abgezogen. So verblieben nur noch 970 Brandenburg-Preußen auf der Insel.
Die dänisch-brandenburgischen Truppen standen nun unter dem Oberkommando von Generalmajor Detlef von Rumohr und Oberst von Hülsen. Diese hatten Anweisung, sich bis zum Eintreffen von weiteren Verstärkungen auf keinen Kampf mit den Schweden einzulassen. Allerdings blieb die Verstärkung der durch Krankheiten geschwächten dänischen Armee aus. Deshalb sah der schwedische Befehlshaber Feldmarschall Otto Wilhelm von Königsmarck den Zeitpunkt für einen Rückeroberungsversuch der Insel als günstig an und setzte seine 3.500 Mann starken Truppen im Januar 1678 von Brandshagen aus über. Landungspunkt der Schweden war die immer noch in schwedischen Händen befindliche Neufährschanze.

## Schlachtverlauf

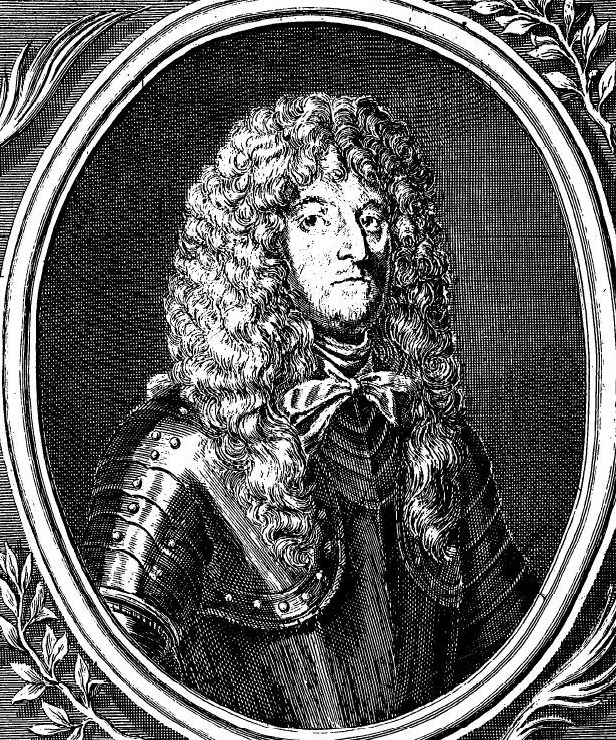
Generalmajor Otto Wilhelm von Königsmarck, Kommandeur der Schweden

Die verbündeten Dänen, Brandenburger und Hessen unter Generalmajor von Rumohr nahmen weisungwidrig die Schlacht an. Morgens gegen 9 Uhr begann der Kampf mit einem Kanonenduell an der Landstraße zwischen Poseritz und Gustow beim Gut Warksow.
Als Detlef von Rumohr durch einen Kanonenschuss fiel, entstand Verwirrung in den Reihen der Verbündeten. Daraufhin ließ der schwedische General von Königsmarck seine Truppen angreifen. Dem Angriff ging auf dem rechten schwedischen Flügel die brandenburgische Reiterei entgegen. Ihr gelang es, die schwedische Kavallerie auseinanderzutreiben. Nachdem diese sich wieder gesammelt hatte und durch Reserven verstärkt worden war, wurde die brandenburgische von der schwedischen Kavallerie wieder zurückgeworfen.
Die Brandenburger und Hessen sammelten sich noch einmal, erhielten jedoch keine wirksame Unterstützung von den Dänen, so dass sie von einer numerischen Übermacht wieder zurückgeworfen wurden. Dann griffen schwedische Kräfte die Dänen in ihrer Flanke und im Rücken an. Demoralisiert jagten sie in wilder Flucht auseinander. Es gelang den Schweden, fast die gesamte dänische Infanterie gefangen zu nehmen. Nach vierstündigem Kampfe war der Sieg für die schwedische Seite erfochten.

## Ergebnis der Schlacht

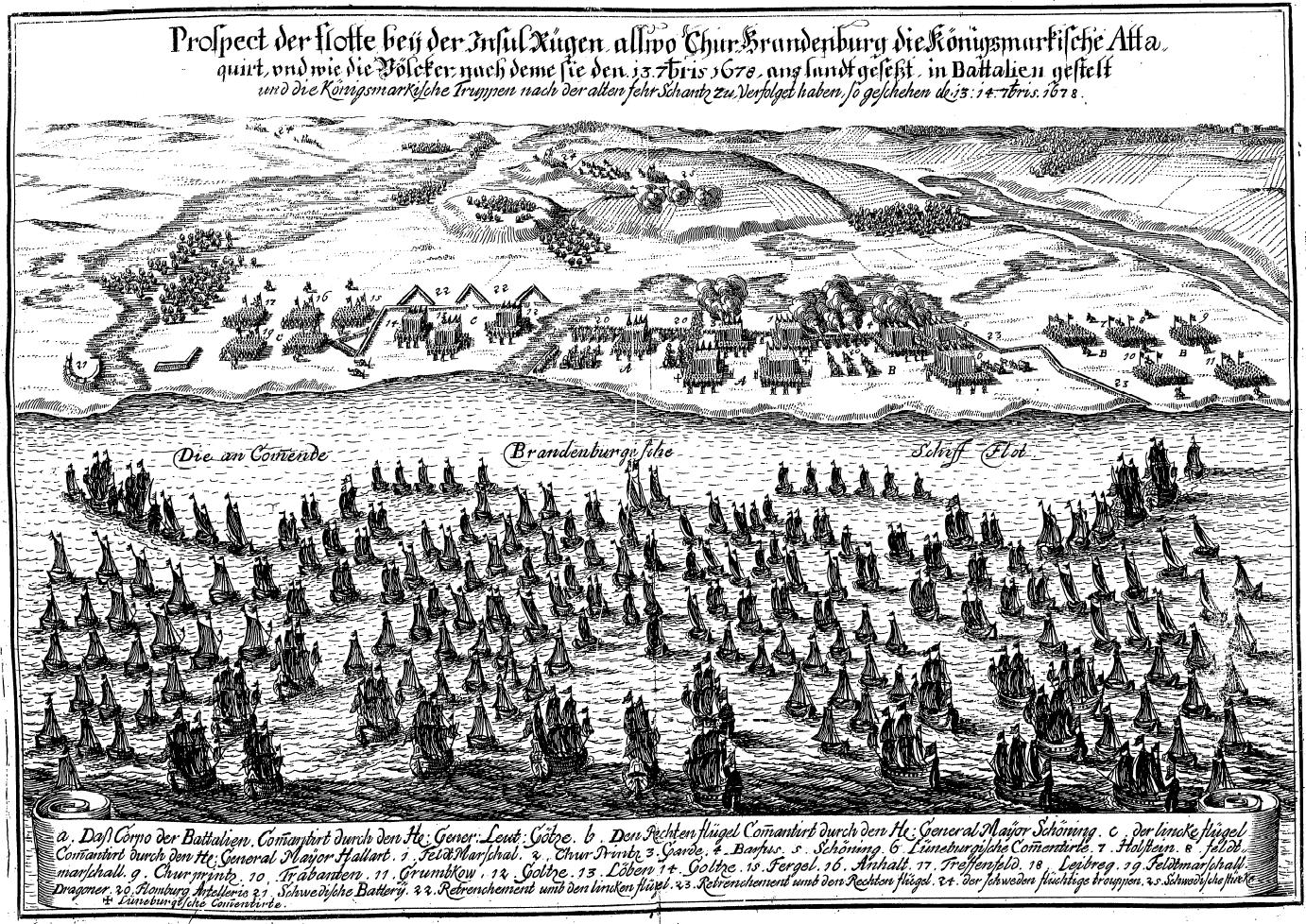
Erneute Invasion der Verbündeten am 23. September 1678

Am folgenden Tage besetzten die Schweden Bergen, verfolgten die nach Jasmund und Wittow geflüchteten Feinde und nahmen dort die letzten Reste der Verbündeten gefangen. Die gefangengenommenen Soldaten wurden in das schwedische Militär integriert und auf Rügen eingesetzt. Rügen wurde wieder für kurze Zeit schwedisch. Die verbündeten Dänen und Brandenburger erholten sich jedoch rasch von dieser Schlappe. Im Laufe des Sommers 1678 überfielen die Dänen Rügen mehrere Male. Außerdem planten die Dänen und Brandenburger eine neue Expedition zur Wiedereinnahme Rügens. Die Invasion Rügens begann am 23. September 1678, als brandenburgische Truppen wieder auf Rügen landeten und die ganze Insel innerhalb von zwei Tagen zurückeroberten. Die in schwedische Dienste gepressten Gefangenen aus der Schlacht von Warksow konnten die Festung Neuefähr kampflos den brandenburgischen Invasionstruppen übergeben.